# Tubo di Geissler

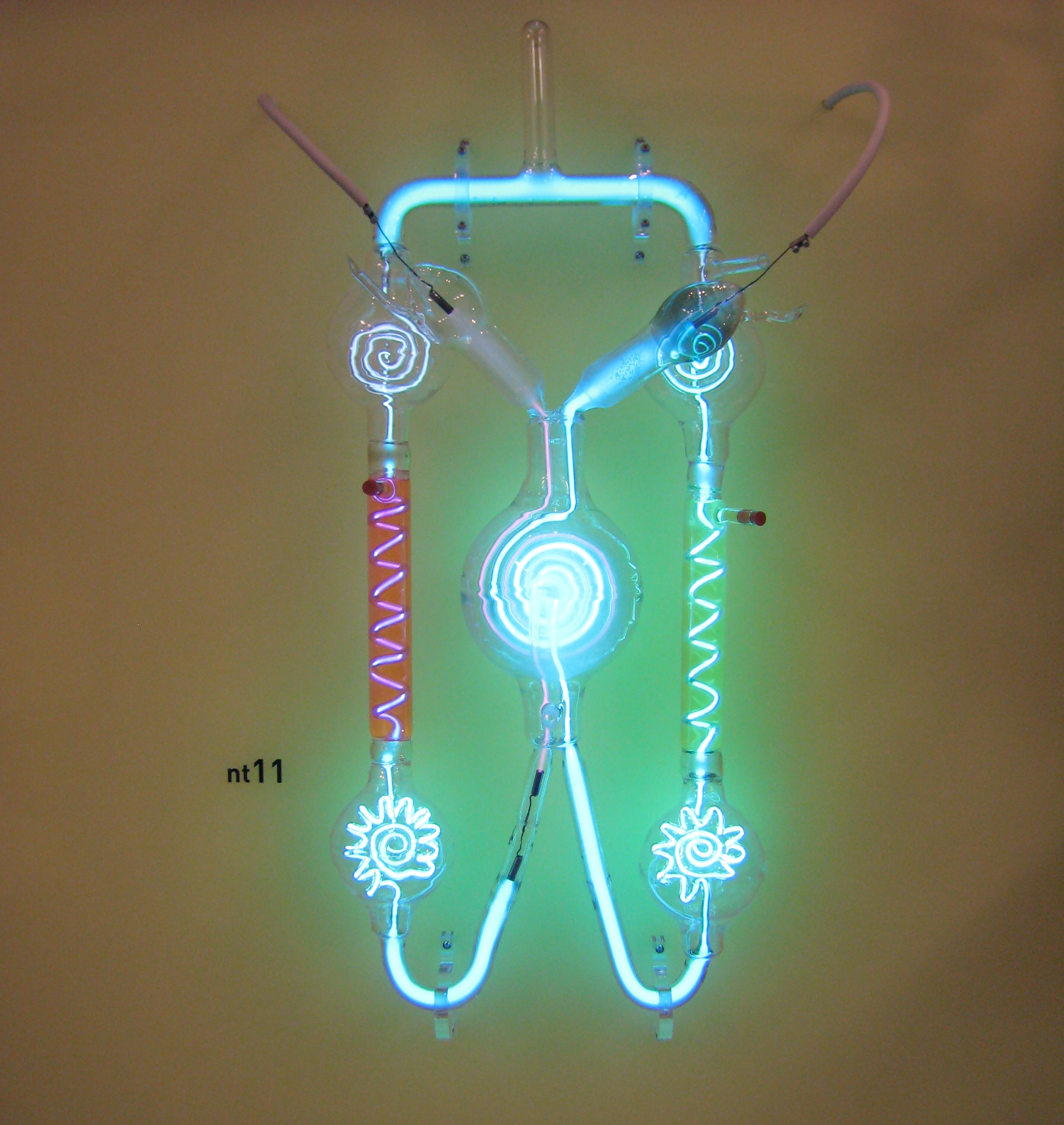
tubi di Geissler

Il tubo di Geissler, inventato nel 1857 dal vetraio tedesco Heinrich Geissler, è un tubo di vetro che può avere le più svariate forme (generalmente un'ampolla), con all'interno un gas rarefatto, le pareti fluorescenti o fosforescenti e una pressione molto inferiore rispetto a quella dell'ambiente (tipicamente qualche mm di Mercurio).
Ha lo scopo di misurare la conduzione di un determinato gas.
Può essere considerato l'antenato dei moderni tubi al neon. 

## Funzionamento
Il funzionamento di questo tipo di tubo si basa sul semplice processo di ionizzazione del gas, provocato dall'accelerazione degli elettroni liberi, per mezzo di un campo elettrico e della loro successiva collisione con gli altri atomi del gas in una sorta di effetto a valanga che crea il passaggio della corrente e un'intensa emissione luminosa.
Applicando agli elettrodi in alluminio una forte tensione (per generare la scarica elettrica) si possono osservare sulle pareti diversi colori a seconda del gas contenuto nel tubo. All'interno del tubo può essere presente una piccola quantità di minerale fluorescente.
I colori che si potevano osservare erano: rosso nel caso dell'Idrogeno, verdastro con l'Acido carbonico, giallo-rosso con l'Azoto.